# Mainvoetbalkampioenschap 1906/07
In 1906/07 werd het vierde Mainvoetbalkampioenschap gespeeld, dat georganiseerd werd door de Zuid-Duitse voetbalbond. De winnaars van de verschillende competities plaatsten zich voor de Nordkreisliga, die als voorronde van de Zuid-Duitse eindronde diende. Er kwam nu nog een vierde competitie bij, de Gau Südmain voor de clubs uit Frankfurt, clubs uit Bockenheim bleven in de Westmaincompetitie. 
Hanau 93 werd winnaar van de Nordkreisliga en verloor in de halve finale van Freiburger FC. 

## 1 Liga

### Gau Mittelmain
Uit de Gau Mittelmain is enkel kampioen SV Wiesbaden bekend. 

### Gau Ostmain
| Plaats | Club                   | Wed. | W | G | V | Saldo | Ptn. |
| ------ | ---------------------- | ---- | - | - | - | ----- | ---- |
| 1.     | 1. Hanauer FC 1893     |      |   |   |   |       |      |
| 2.     | FC Viktoria 1894 Hanau |      |   |   |   |       |      |
| 3.     | Kickers Offenbach      |      |   |   |   |       |      |

|  | Geplaatst voor Nordkreisliga |

### Gau Südmain
| Plaats | Club                         | Wed.              | W                 | G                 | V                 | Saldo             | Ptn.              |
| ------ | ---------------------------- | ----------------- | ----------------- | ----------------- | ----------------- | ----------------- | ----------------- |
| 1.     | FC Frankfurter Kickers       | 6                 | 4                 | 0                 | 2                 | 26:14             | 8:4               |
| 2.     | FSV Frankfurt                | 6                 | 3                 | 1                 | 2                 | 19:16             | 7:5               |
| 3.     | Frankfurter FC Victoria 1899 | 6                 | 2                 | 1                 | 3                 | 12:17             | 5:7               |
| 4.     | Frankfurter FC Germania 1894 | 6                 | 2                 | 0                 | 4                 | 11:21             | 4:8               |
| 5.     | FC Hermannia Frankfurt       | Gediskwalificeerd | Gediskwalificeerd | Gediskwalificeerd | Gediskwalificeerd | Gediskwalificeerd | Gediskwalificeerd |

|  | Geplaatst voor Nordkreisliga |

### Gau Westmain
Uit de Gau Westmain is enkel kampioen FV Amicitia 01 Bockenheim bekend. 

### Gau Neckar
Uit de Gau Neckar is enkel de kampioen Mannheimer FG 1896 bekend. 

### Gau Pfalz
Uit de Gau Pfalz is enkel de kampioen FC Pfalz Ludwigshafen bekend. Na dit seizoen gingen de clubs uit Ludwigshafen in de Westkreisliga spelen. 

## Nordkreisliga
| Plaats | Club                    | Wed. | W  | G | V | Saldo | Ptn. |
| ------ | ----------------------- | ---- | -- | - | - | ----- | ---- |
| 1.     | 1. Hanauer FC 1893      | 10   | 10 | 0 | 0 | 68:11 | 20:0 |
| 2.     | Mannheimer FG 1896      | 6    | 4  | 0 | 2 | 17:9  | 8:4  |
| 3.     | SV Wiesbaden            | 6    | 3  | 0 | 3 | 25:17 | 6:6  |
| 4.     | FV Kickers Frankfurt    | 7    | 2  | 0 | 5 | 23:24 | 4:10 |
| 5.     | Ludwigshafener FC Pfalz | 4    | 0  | 0 | 4 | 3:33  | 0:8  |
| 6.     | FV Amicitia Bockenheim  | 5    | 0  | 0 | 5 | 6:48  | 0:10 |

|  | Geplaatst voor eindronde |